# Czaple Nowe
Czaple Nowe (do końca 2017 roku Nowe Czaple) – wieś w Polsce położona w województwie kujawsko-pomorskim, w powiecie włocławskim, w gminie Lubień Kujawski.
| SIMC    | Nazwa   | Rodzaj    |
| ------- | ------- | --------- |
| 0865875 | Ośrodek | część wsi |

W latach 1975–1998 miejscowość położona była w województwie włocławskim. Według Narodowego Spisu Powszechnego (III 2011 r.) liczyła 98 mieszkańców. Jest 27. co do wielkości miejscowością gminy Lubień Kujawski.